# Thomas F. Torrance
Thomas Forsyth Torrance (Chengdu, 30 de Agosto de 1913 - Edimburgo, 2 de Dezembro de 2007) foi um teólogo presbiteriano escocês. Foi um dos teólogos protestantes mais influentes do seu tempo e vencedor do Prémio Templeton de 1978.
Nasceu na China, onde os seus pais, o Rev.º Thomas Torrance e Annie Elizabeth Torrance, eram missionários presbiterianos e onde viveu os seus primeiros treze anos de vida. Indo para a Europa, estudou nas universidades de Edimburgo, Oxford e Basileia.
Torrance foi professor de Dogmática Cristã no New College da Universidade de Edimburgo durante 27 anos, de 1952 a 1979. Ficou conhecido sobretudo pelo seu trabalho pioneiro no estudo da ciência e teologia, mas é igualmente admirado pelo seu trabalho sobre teologia sistemática. Foi autor de muitos livros e artigos sobre a sua própria teologia, mas foi também editor da tradução de muitas obras essenciais da teologia contemporânea para inglês, incluindo a edição das Church Dogmatics, de Karl Barth, em 13 volumes, tal como os Comentários sobre o Novo Testamento, de João Calvino.
Torrance tem sido reconhecido como um dos mais importantes teólogos da língua inglesa do séc. XX, e recebeu o prestigiado Prémio Templeton em 1978. Torrance foi um dedicado pastor da Igreja da Escócia durante a sua vida. Esteve envolvido no diálogo ecuménico entre várias igrejas, sendo a sua actividade decisiva na elaboração da histórica declaração de acordo sobre a doutrina da Trindade entre a Aliança Mundial das Igrejas Reformadas e a Igreja Ortodoxa, em 13 de Março de 1991.
Retirou-se da Universidade de Edimburgo em 1979, mas continuou a trabalhar e a publicar extensivamente no período posterior. Vários dos seus principais trabalhos teológicos sobre a Trindade foram publicados depois da sua reforma: The Trinitarian Faith: The Evangelical Theology of the Ancient Catholic Church (1988); Trinitarian Perspectives: Toward Doctrinal Agreement (1994), e The Christian Doctrine of God, One Being Three Persons (1996).

## Obras principais
- The Doctrine of Grace in the Apostolic Fathers, 1948
- Calvin’s Doctrine of Man, 1949.
- Kingdom and Church: A Study in the Theology of the Reformation, 1956.
- Conflict and Agreement in the Church, I: Order and Disorder, 1959.
- Conflict and Agreement in the Church, II: The Ministry and Sacraments of the Gospel, 1960.
- Karl Barth: an Introduction to his Early Theology, 1910-1931, 1962.
- "Scientific Hermeneutics according to St. Thomas Aquinas." The Journal of Theological Studies XIII.2 (Outubro 1962): 259-89.
- Space, Time and Incarnation, 1969
- Theological Science, 1969.
- God and Rationality, 1971.
- Theology in Reconciliation: Essays towards Evangelical and Catholic Unity in East and West, 1975.
- Space, Time and Resurrection, 1976
- The Ground and Grammar of Theology, 1980.
- Christian Theology and Scientific Culture, vol. 1 da série, Theology and Scientific Culture, 1981
- Divine and Contingent Order, 1981.
- The Incarnation: Ecumenical Studies in the Nicene-Constantinopolitan Creed, 1981.
- Reality and Evangelical Theology, 1982.
- Transformation & Convergence in the Frame of Knowledge: Explorations in the Interrelations of Scientific and Theological Enterprise, 1984.
- The Christian Frame of Mind, 1985
- Reality and Scientific Theology. The Margaret Harris Lectures, 1970 (Theology and Science at the Frontiers of Knowledge, vol 1), 1985
- The Hermeneutics of John Calvin, 1988.
- The Trinitarian Faith: The Evangelical Theology of the Ancient Catholic Church, 1988.
- Karl Barth, Biblical and Evangelical Theologian, 1990.
- The Mediation of Christ, 1992.
- Royal Priesthood: A Theology of Ordained Ministry, 1993.
- Theological Dialogue Between Orthodox and Reformed Churches, 2 volumes (edição), 1985-1993.
- Trinitarian Perspectives: Toward Doctrinal Agreement, 1994.
- Preaching Christ Today: The Gospel and Scientific Thinking, 1994.
- Divine Meaning: Studies in Patristic Hermeneutics, 1995.
- The Christian Doctrine of God, One Being Three Persons, 1996.
- Kingdom and Church: A Study in the Theology of the Reformation, 1996.
- Scottish Theology: From John Knox to John McLeod Campbell, 1996.
- Theological and Natural Science, 2002.
- The Doctrine of Jesus Christ, 2002.
- Incarnation: The Person and Life of Christ, 2008.
- Atonement: The Person and Work of Christ, 2009.